# (21752) Johnthurmon
(21752) Johnthurmon est un astéroïde de la ceinture principale.

## Description
(21752) Johnthurmon est un astéroïde de la ceinture principale. Il fut découvert le 9 septembre 1999 à Socorro (Nouveau-Mexique) par le projet LINEAR. Il présente une orbite caractérisée par un demi-grand axe de 2,39 UA, une excentricité de 0,12 et une inclinaison de 5,2° par rapport à l'écliptique.

## Compléments